# Luís Sobrinho
Luís Fernando Peixoto G. Sobrinho (født 5. maj 1961 i Setúbal, Portugal) er en tidligere portugisisk fodboldspiller (midterforsvarer).
Sobrinhos seniorkarriere strakte sig over 17 år, og blev blandt andet tilbragt hos Vitória Setúbal, FC Porto og Belenenses. Hos Belenenses var han med til at vinde den portugisiske pokalturnering Taça de Portugal i 1989, efter finalesejr over Benfica.
Sobrinho spillede desuden otte kampe for Portugals landshold. Han var med i landets trup til VM i 1986 i Frankrig, men kom dog ikke på banen i turneringen, hvor holdet blev slået ud efter det indledende gruppespil.

## Titler
Taça de Portugal
- 1989 med Belenenses